# 日月鉄二
日月 鉄二（たちもり てつじ 、旧名：日月 哲史、1969年6月22日 - ）は、東京都練馬区出身の元プロ野球選手（外野手）。

## 来歴・人物
小学4年から杉並リトルリーグで投手として活躍し、6年の時に関東大会で優勝。シニアリーグでも全国大会で準優勝した。関東高に入学した当初は野球部に所属して1年夏は1番・中堅手で出場するが、2年の時に陸上競技に転向。やり投で南関東大会優勝、国体（沖縄海邦国体）6位入賞した。高校の1年後輩に江藤智がいる。
高校卒業後の1988年から西武ライオンズに練習生として入団する。当初は投手であったが、後に外野手へ転向する。その後、練習生制度の廃止により支配下登録される必要が生じたため、1991年のプロ野球ドラフト会議で西武から8位指名され正式に契約する。
しかし、一軍出場がないまま、翌1992年のシーズン限りで現役を引退した。引退後は球団からの斡旋を受け、西武グループ系の旅行代理店に就職した。

## 詳細情報

### 年度別打撃成績
- 一軍公式戦出場なし

### 背番号
- 75 （1988年 - 1989年）
- 94 （1990年）
- 69 （1991年 - 1992年）